# N-karboxyanhydridy aminokyselin
N-Karboxyanhydridy aminokyselin, také nazývané Leuchovy anhydridy, jsou skupinou heterocyklických sloučenin odvozených od aminokyselin. Jedná se o bílé pevné látky citlivé na vlhkost. Využití nacházejí v biomateriálech.

## Příprava

Glycin-N-karboxyanhydrid, N-karboxyanhydrid odvozený od glycinu

N-karboxyanhydridy se obvykle připravují reakcemi aminokyselin s fosgenem:
První přípravu provedl Hermann Leuchs, tuto reakci je možné uskutečnit zahříváním N-ethoxykarbonylovaného nebo N-methoxykarbonylovaného chloridu aminokyseliny za nízkého tlaku a teploty 50-70 °C:
Lze provést i syntézu, která není náchylná na vlhkost, a to s využitím epoxidů, které zachytávají chlorovodík.
Tento způsob přípravy N-karboxyanhydridů se někdy označuje jako Leuchsova metoda. Poměrně vysoké teploty nutné k uskutečnění cyklizace způsobují, že se při ní některé produkty rozkládají. K dalším postupům přípravy patří reakce nechráněných aminokyselin s fosgenem nebo jeho trimerem.

## Reakce
N-karboxyanhydridy se snadno hydrolyzují na výchozí aminokyselinu:
RCHNHC(O)OC(O) + H2O → H2NCH(R)CO2H + CO2
Některé tyto sloučeniny jsou vůči vodě poměrně odolné.
N-karboxyanhydridy se mohou přeměňovat na homopolypeptidy ( [N(H)CH(R)CO)]n) prostřednictvím polymerizací s otevíráním kruhu:
n RCHNHC(O)OC(O) → [N(H)CH(R)CO)]n + n CO2
Poly-L-lysin se dá získat z N-karbobenzyloxy-α-N-karboxy-L-anhydridu lysinu a následným odstraněním chránicí skupiny fosfoniumjodidem. Syntéza peptidů pomocí N-karboxyanhydridů aminokyselin nevyžaduje ochranu aminokyselinových funkčních skupin. Lze použít také N-substituované N-karboxyanhydridy, obsahující například sulfenamidové skupiny.
N-karboxyanhydridy mohou vstupovat do polymerizací s otevíráním kruhu, katalyzovaných organokovovými sloučeninami. Tyto polymerizace mohly být mechanismem prebiotické tvorby polypeptidů.